# Rybonukleotydy wapnia
E634 (5'-rybonukleotydy wapnia) – mieszanina inozyno-5'-monofosforanu wapnia i guanozyno-5'-monofosforanu wapnia, szeroko stosowana jako dodatek do żywności.

## Zastosowanie
Wykorzystywany głównie w produkcji chipsów smakowych oraz gotowych wypieków owocowych. Nadaje produktom intensywny aromat oraz smak.

## Potencjalne skutki
Regularne spożywanie w dużych ilościach przyczynia się do rozwoju astmy. Rybonukleotyd wapnia może powodować zmiany skórne m.in. wysypkę i swędzenie, jak i nadpobudliwość i gwałtowne wahania nastroju oraz anafilaksję.  Przy spożyciu może występować również opuchlizna gardła, warg czy języka.

## Status prawny
Oficjalnie dopuszczony przez Unię Europejską.

## Otrzymywanie
Niekiedy jest pochodzenia zwierzęcego.